# اریک امبلر
اریک کلیفورد امبلر (به انگلیسی: Eric Clifford Ambler) ‏ (زاده ۲۸ ژوئن ۱۹۰۹ - درگذشته ۲۲ اکتبر ۱۹۹۸ سوئیس)، نویسنده بریتانیایی داستانهای کارآگاهی بود.

## زندگی‌نامه
اریک امبلر، از جمله نویسندگان و داستان‌نویسان سرشناس انگلیسی است و در سال ۱۹۰۹ در یکی از شهرهای وطن خود، متولد گردید.
او ۲۱ کتاب نوشت که برخی از آثارش عبارتند از:

## رمانها
- سنگ نبشته ای برای جاسوس (۱۹۳۸)
- دلیلی برای هشدار (۱۹۳۸)
- نقاب دیمیتریوس (تابوتی برای دیمیتریوس) (۱۹۳۹) , ترجمه شهریار وقفی‌پور - زهرا حسینیان
- سفر به درون ترس (۱۹۴۰)
- دادگاه دلچف (۱۹۵۱)
- جاسوس و بیگانه ای تنها
- بازگشت به خطر
- سفر با دلهره
- دریای بی رحم
- سنگ نبشته ای برای جاسوس شرقی